# Hellissandur
Hellissandur ([ˈhɛtlɪsˌsantʏr̥]) es una aldea y una zona del municipio de Snæfellsbær en la zona noroeste de la península de Snæfellsnes al oeste de Islandia.

## Territorio
En el pasado Hellissandur fue una importante área pesquera. En la actualidad, el tourismo ha registrado un importante crecimiento. El Museo Marítimo tiene ejemplos de casas de techo de césped, muy comunes antes en la isla, así como motores marinos y botes de remo más antiguos de Islandia (1826). Hellissandur es una de las primeros y más antiguos pueblos pesqueros de Islandia que se remonta al siglo XVI.
Cerca de Hellissandur se encuentra el glaciar de Snæfellsjökull, famoso por ser nombrado en la novela Viaje al centro de la tierra de Julio Verne. A las afueras de Hellissandur se encuentra a su vez la entrada norte de Parque nacional Snæfellsjökull, que rodea los lados occidental y meridional del glaciar.
A 2 km al occidente se encuentra a su vez la antena de 412 metros del mástil de radio de Gufuskálar, la estructura más alta de Europa Occidental.

## Galería

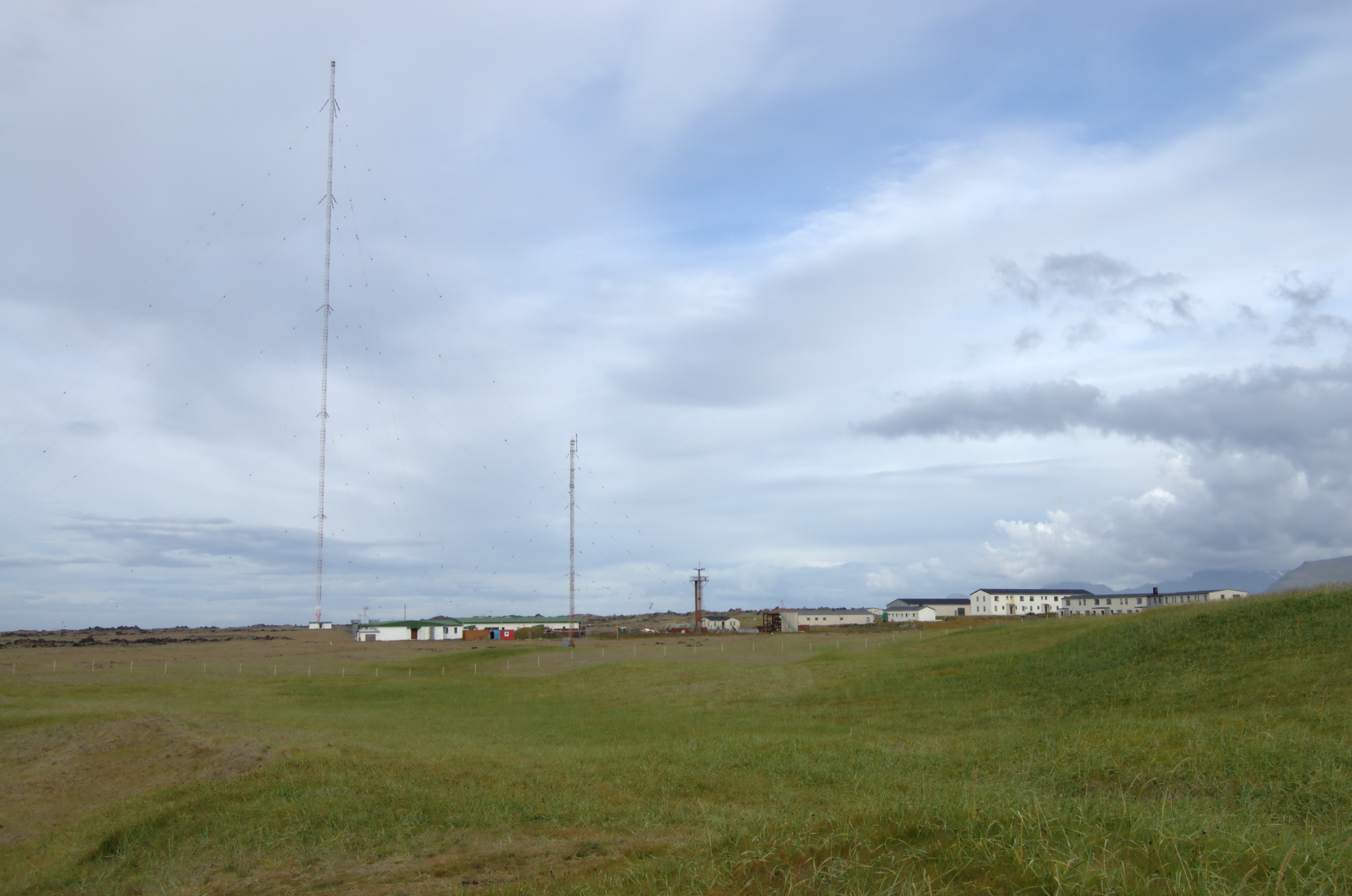
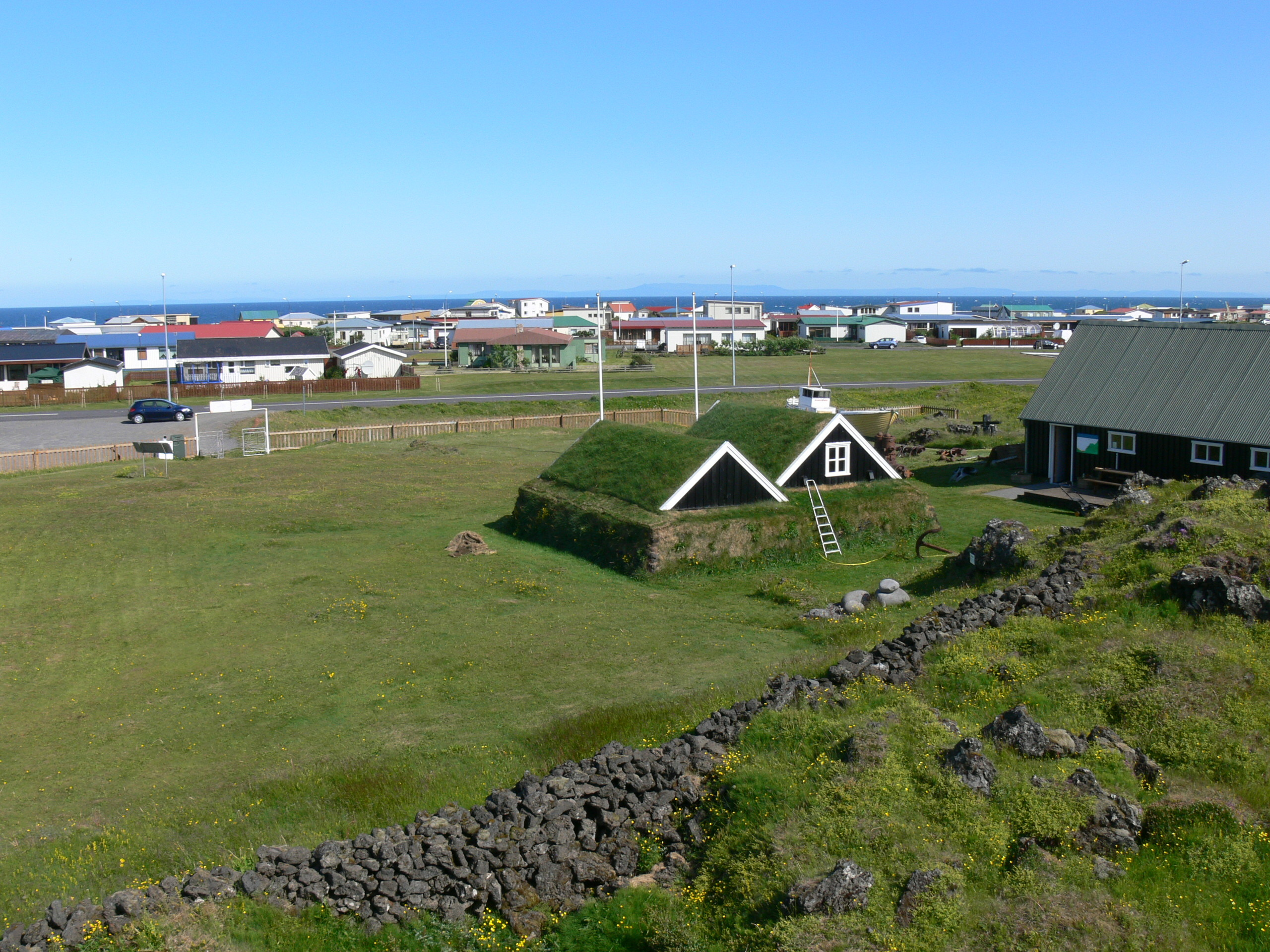
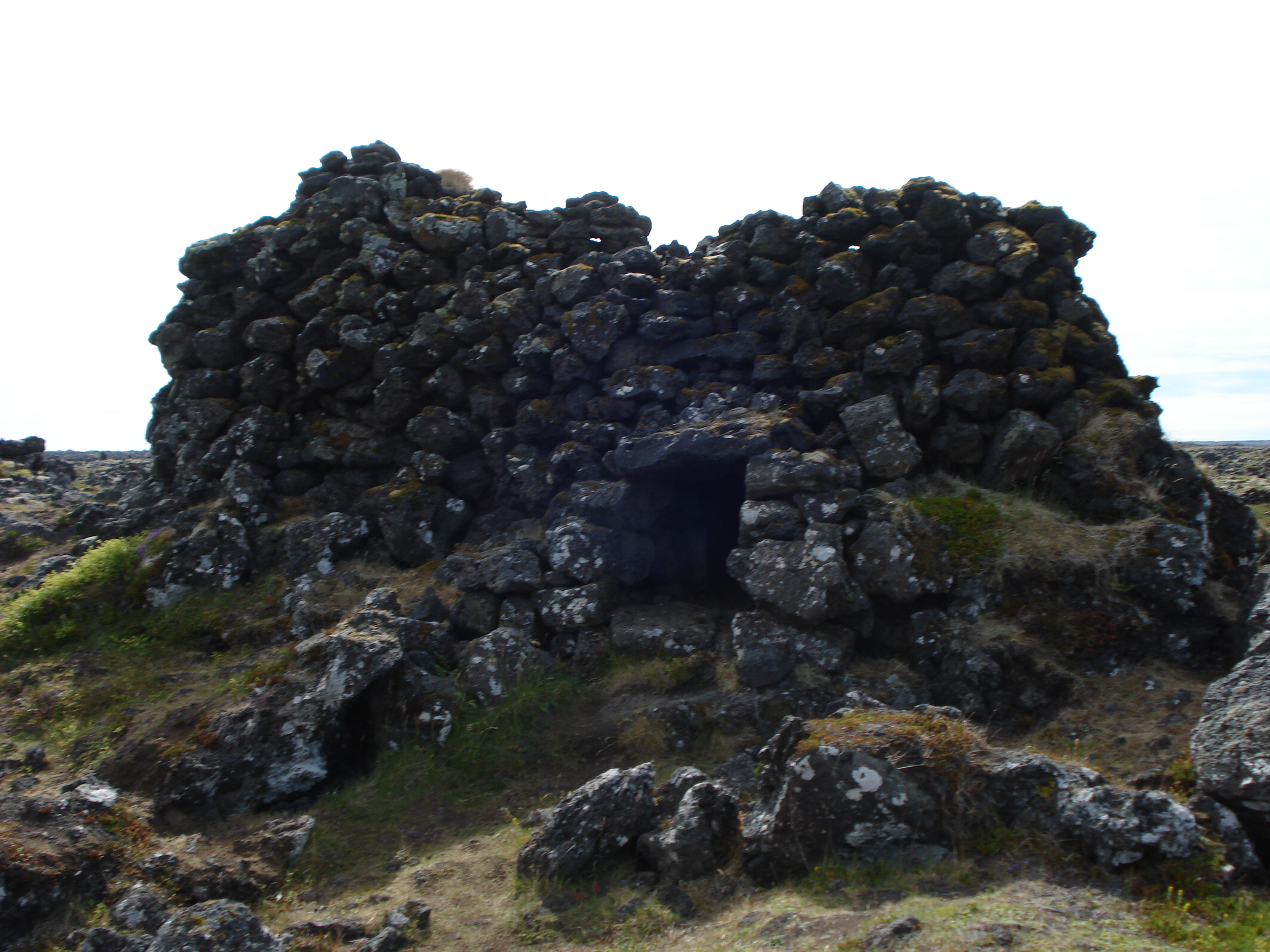
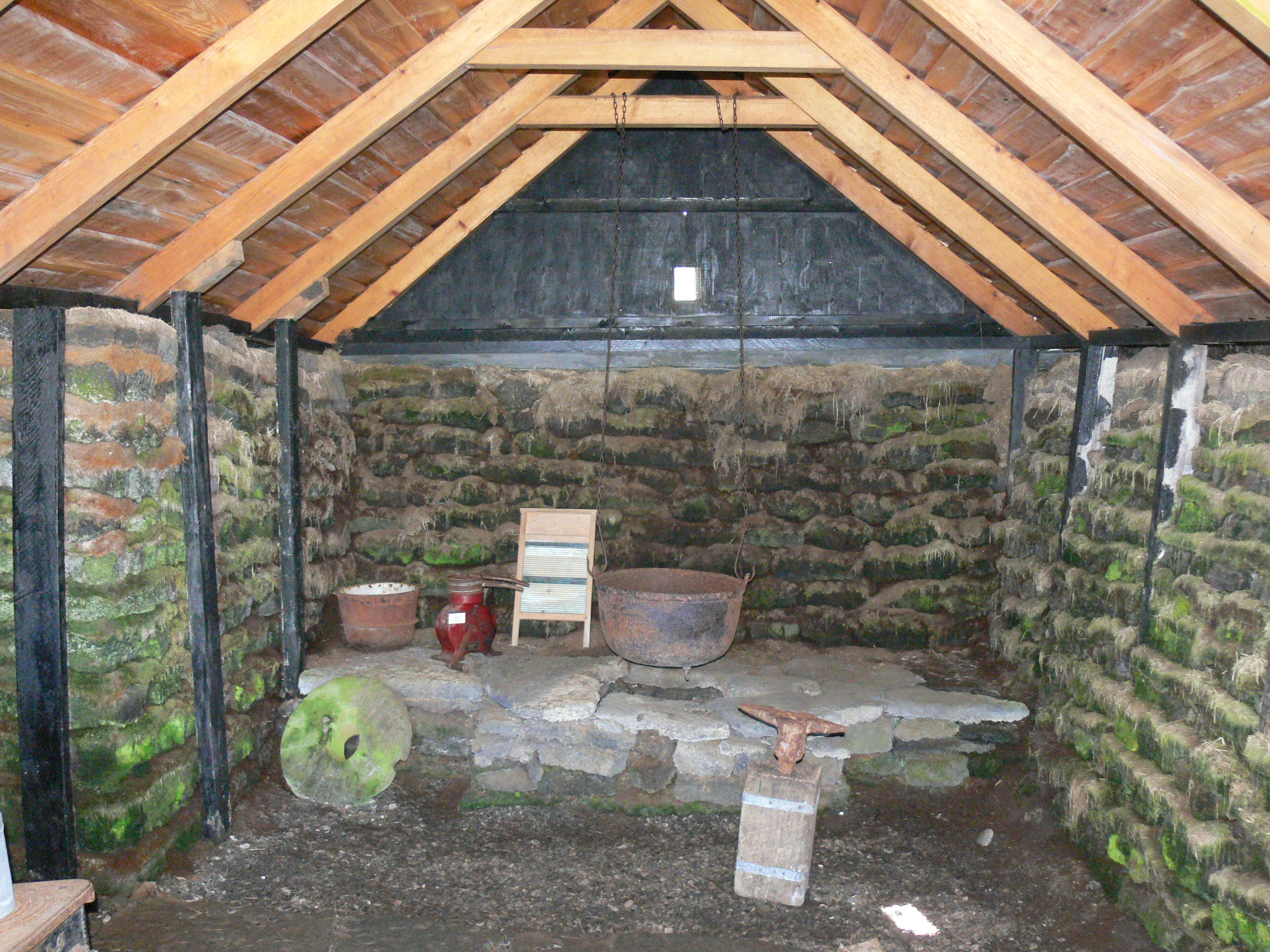
Museo marítimo